# Aspithroides minuta
Aspithroides minuta is een vlinder uit de familie snuitmotten (Pyralidae). De wetenschappelijke naam van deze soort is voor het eerst geldig gepubliceerd in 1994 door Balinsky.
De soort komt voor in tropisch Afrika.